# Барон Каррінгтон

Герб баронів Каррінгтон.

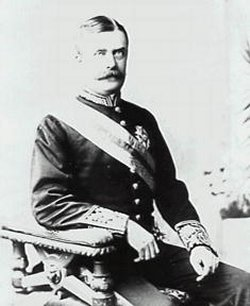
І маркіз Лінкольншир.

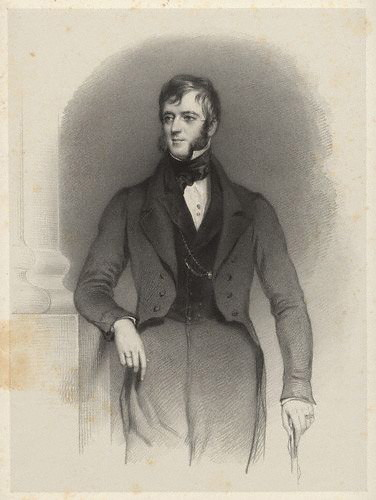
ІІ барон Каррінгтон.

Барон Каррінгтон (англ. — Baron Carrington) — аристократичний титул в перстві Ірландії.

## Історія баронів Каррінгтон
Титул барона Каррінгтон тричі: один раз створювався в перстві Ірландії, один раз в перстві Англії, один раз в перстві Великої Британії. Вперше титул створений в перстві Англії в 1643 році для сера Чарльза Сміта. У тому ж році Чарльз Сміт отримав титул віконта Каррінгтон в перстві Ірландії. Вдруге титул був створений в 1796 році для Роберта Сміта з Балкот Лодж, що в Ірландії. Роберт Сміт був депутатом парламенту Великої Британії і представляв Ноттінгем у Палаті громад. Через рік, у 1797 році він отримав титул барона Керрінгтон з Аптона, що в графстві Ноттінгем. Титул був створений в перстві Великої Британії. Ця родина Сміт споріднена з родиною Сміт, що мала титул віконтів Каррінгтон.
Його син успадкував титул і став ІІ бароном Каррінгтон, він став депутатом парламенту Об'єднаного Королівства Великої Британії та Ірландії від Вендовера, Бекінгемшира та Хай-Вікомба, служив лорд-лейтенантом Бекінгемширу. У 1839 році, через рік після смерті свого батька, він змінив прізвище на Каррінгтон згідно дозволу корони. У 1880 році він володів 25 809 акрами землі в Бекінгемширі, Лінкольнширі, Бредфордширі, що давало йому прибуток від оренди 42 254 фунти стерлінги.
Його син успадкував титул і став ІІІ бароном Каррінгтон. Він був відомим політиком, належав до ліберальної партії. Він і його брати змінили прізвище на Карінгтон (з однією літерою р) у 1880 році. У 1895 році він отримав титул віконта Вендовер з Чеппінг-Вікомба, що в графстві Бекінгемшир. Потім він отримав титул графа Керрінгтон. Наступного року він змінив прізвище на Вінн-Карінгтон з дозволу корони. У 1912 році він отримав титул маркіза Лінкольнширу. Всі ці титули належали до перства Великої Британії. При дворі короля Георга V лорд Лінкольншир отримав посаду лорда Великого камергерства, успадкувавши право на цю посаду від матері. Його єдиний син і спадкоємець Альберт Едвард Чарльз Роберт Вінн-Карінгтон, віконт Вендовер загинув під час Першої світової війни. Після смерті лорда Лінкольншира в 1928 році відповідні титули віконта, графа, маркіза зникли. Титул лорда Великого камергерства успадкували його п'ять дочок.
Титул барона Каррінгтон успадкував його молодший брат, що став IV бароном Каррінгтон. Він був депутатом парламенту і представляв Бекінгемшир, належав до партії лібералів. Його онук успадкував титул у 1938 році і став VI бароном Каррінгтон. Він був відомим політиком, належав до партії консерваторів, обіймав посаду міністра закордонних справ у 1979—1982 роках, посаду генерального секретаря НАТО в 1984—1988 роках. У 1999 році йому було даровано титул довічного барона Карінгтон з Аптона, що в графстві Ноттінгемшир. Таким чином він продовжував бути депутатом Палати лордів парламенту після того, як був ухвалений закон про Палату лордів в 1999 році, що скасував автоматичне право перів бути депутатами. На момент своєї смерті в 2018 році він був людиною, що найдовше була депутатом Палати лордів з 1945 по 2018 рік і при цьому він був настарішим депутатом Палати лордів. На сьогодні титулом володіє його син Руперт Керінгтон, що став VII бароном Керрінгтон.
Сер Вільям Карінгтон — другий син ІІ барона Каррінгтон, був військовим, політиком, придворним. Барони Каррінгтон споріднені з баронами Бістерами. Молодший брат І барона Каррінгтона Джон Сміт був прадідом Вівана Сміта, що отримав титул барона бістер в 1938 році. Абель Сміт був депутатом парламенту, батьком І барона Керрінгтон, був братом Джорджа Сміта, що отримав титул баронета Бромлі в 1757 році, і братом Джона Сміта, прадіда І барона Пансефота.
Родовим гніздом баронів Каррінгтон є Манор-Хаус, що біля Бледлоу, що в Бекінгемширі.

## Барони Каррінгтон (перше створення, 1643)
- Чарльз Сміт (1598—1665) — І барон Каррінгтон, І віконт Каррінгтон
- Френсіс Сміт (бл. 1621—1701) — ІІ віконт Каррінгтон
- Чарльз Сміт (1635—1706) — ІІІ віконт Каррінгтон

## Барон Каррінгтон (друге та третє створення)

### Барон Керрінгтон (1796, 1797)
- Роберт Сміт (1752—1838) — І барон Керрінгтон
- Роберт Джон Керрінгтон (1796—1868) — ІІ барон Керрінгтон
- Чарльз Роберт Вінн-Карінгтон (1843—1928) — ІІІ барон Керрінгтон (нагороджений титулом граф Керрінгтон у 1895 році)

### Граф Керрінгтон (1895)
- Чарльз Роберт Вінн-Карінгтон (1843—1928) — І граф Керрінгтон (нагороджений титулом маркіз Лінкольншир у 1912 році)

### Маркіз Лінкольншир (1912)
- Чарльз Роберт Вінн-Карінгтон (1843—1928) — І маркіз Лінкольншир

### Барон Керрінгтон (1796, 1797; повернення титулу)
- Руперт Клемент Джордж Керінгтон (1852—1929) — IV барон Керрінгтон
- Руперт Віктор Джон Керінгтон (1891—1938) — V барон Керрінгтон
- Пітер Олександр Руперт Керінгтон (1919—2018) — VI барон Керрінгтон
- Руперт Френсіс Джон Керінгтон (1948 р. н.) — VII барон Каррінгтон.

Спадкоємцем титулу є син нинішнього власника Роберт Керінгтон (1990 р. н.).